# Relapse Records
 Der er for få eller ingen kildehenvisninger i denne artikel, hvilket er et problem. Du kan hjælpe ved at angive troværdige kilder til de påstande, som fremføres i artiklen.

Relapse Records er et selvejet pladeselskab med beliggenhed i Upper Darby Township, Pennsylvania, hvis hovedfokus ligger på heavy metal.
Pladeselskabet blev etableret i august 1990 i Matthew F. Jacobsons forældres kælder i Aurora, Colorado. De første to udgivelser blev 7" vinyler af hardcore bandene Velcro Overdose og Face of Decline. Disse blev hurtigt efterfulgt af udgivelse af de betydelige dødsmetal-bands Deceased, Suffocation, og Incantation. Jacobsen grundlagde Relapse Records på et "fra udgivelse til udgivelses"-basis uden nogle planer om en større succes. Han indså dog at der var en større fremtid i projektet, og brugte sine utallige kontakter, han havde fået gennem sit pladeselskabet, til at promovere Relapse.
Jacobson stiftede bekendtskab med William Yurkiewicz Jr., hvorved de to indgik et partnerskab. Yurkiewicz havde etableret sit eget pladeselskab, som snart skulle have udgivet albums for General Surgery, Disrupt, Destroy, Misery, og Exit-13. De to sluttede sig sammen under Relapse Records, og begyndte at producere professionelt pakket ekstrem metal-musik.
I 1991 flyttede de hovedkvarteret til Millersville, Pennsylvania, og året efter udvidede selskabet med etableringen af datterselskabet Release Entertainment, som ikke kun specialiserede sig i ekstrem-musik, men også ambient, industrial og noise